# Tram ATAC: motrici rinnovate
I tram serie rinnovate dell'azienda municipale di Roma sono state un gruppo mai esattamente quantificato di motrici a due assi bidirezionali provenienti dal parco della SRTO e mantenute in esercizio con radicali modifiche dopo la riforma tranviaria del 1930.

## Storia
Attuata la riforma tranviaria, che elimina il tram dal centro di Roma e riduce a poco meno della metà l'estensione della rete, l'ATAG si trova con una quantità sovrabbondante di vetture provenienti dalla SRTO e dalla TFE. Tutto questo materiale, assieme a buona parte delle motrici municipali Charleroi, viene accantonato nelle Officine Centrali di via Prenestina e demolito nei mesi seguenti, ma alcune vetture, probabilmente scelte tra quelle in condizioni migliori, sono mantenute in servizio e sottoposte ad una ricostruzione più o meno approfondita, il cui fine è quello di avvicinarle agli standard municipali. Le vetture sono scelte tra le Ringhoffer e le Westinghouse, cioè tra quelle del parco SRTO dotate di freno ad aria e quindi in grado di marciare in composizione a materiale rimorchiato. 

## La ricostruzione
Il parco rotabile della SRTO passa in via definitiva all'ATAG nel 1922 (salvo una parte delle Westinghouse, rimaste alla società per la linea 16 fino al 1929), e fin dai primi tempi si provvede ad uniformare le vetture agli standard municipali. Gli interventi sono adeguati all'utilizzo presumibile che si conta di fare dei rotabili. Sono ad esempio minimi sulle vetture a terrazzini del 1895-1897, che si prevedeva di radiare fin dal 1920 ma che sono poi mantenute in servizio fino al 1927, mentre più elaborati sono quelli operati sulle torpediniera a cassa chiusa, nonostante questi due gruppi siano meccanicamente primitivi. Più complessi ed accurati sono gli interventi sulle vetture dotate di freno ad aria, al punto che già nel 1926 pare circolassero tram completamente ricostruiti non solo nei finestrini e in altri componenti in uso sulla rete municipale. 
Quante e quali vetture siano state sottoposte a tale operazione non si sa, come non è dato di conoscere modi e termini esatti dell'operazione. Ad oggi si è reperita documentazione fotografica relativa ad otto vetture, mentre di altre sei l'esistenza è attestata da ricordi personali di appassionati del passato. Poiché la trasformazione, come spesso capita nelle nostre aziende, fu condotta più secondo l'estro del momento che secondo uno schema preordinato, alla fine le vetture ex SRTO furono, per l'uno o l'altro particolare, tutte diverse tra loro: diversità che appare evidente osservando i dati sui lucernari, alcuni mantenuti integri, altri parzialmente interrotti, altri ancora completamente eliminati. Il rimaneggiamento di questi tram, certamente proseguito negli anni e sicuramente con la trasformazione in vetture di servizio, è stato comunque tale da impedire la piena identificazione di un rotabile che appare in un film italiano dei primi anni cinquanta.

Via Galvani, anello del mattatoio

L'immagine qui riprodotta, tratta dal film Il mondo le condanna da un'idea di quanto ora detto. Il truck ad assi radiali è certamente quello delle Westinghouse SRTO ma la cassa, radicalmente modificata, somiglia più a quella delle sei finestrini del 1911-1914. In più nel film la vettura appare con il numero 1359, vettura di cui si ha notizia solo tramite ricordi personali ma che era una delle dieci vetture Ringhoffer, il cui truck era oltremodo diverso. Alcuni particolari visibili nelle varie inquadrature, peraltro, dimostrano che la vettura non è un simulacro ma un tram che ha effettivamente fatto servizio viaggiatori durante il periodo della guerra: uno di questi particolari è una barra di legno sistemata a metà finestrino, necessaria per far reggere i viaggiatori nel periodo di rimozione dei sedili per aumentare la capienza delle vetture.

## Riepilogo
Nella tabella che segue sono riportate alcune caratteristiche delle rinnovate ricavate da foto o da ricordi personali. L'ultima rinnovata in servizio è stata la 1430, trasformata in rotabile di servizio nel 1950 e radiata nel 1963.
| №    | Ex SRTO | Lucernario | Immagine | Osservazioni                                                      |
| ---- | ------- | ---------- | -------- | ----------------------------------------------------------------- |
| 021  | ?       | continuo   | sì       | trasformata in motrice merci con freno automatico                 |
| 1355 | 355     | ?          | no       | in servizio viaggiatori durante la guerra                         |
| 1359 | 359     | ?          | no       | in servizio viaggiatori durante la guerra                         |
| 1369 | 369     | continuo   | sì       |                                                                   |
| 1375 | 375     | ?          | no       | in servizio viaggiatori durante la guerra                         |
| 1380 | 380     | interrotto | sì       | rotabile di servizio nel 1939                                     |
| 1381 | 381     | interrotto | no       | in servizio viaggiatori fino al dopoguerra                        |
| 1389 | 389     | continuo   | sì       |                                                                   |
| 1410 | 410     | continuo   | sì       | servizio viaggiatori fino al dopoguerra, poi rotabile di servizio |
| 1423 | 423     | assente    | no       | servizio viaggiatori fino al dopoguerra, poi rotabile di servizio |
| 1425 | 425     | assente    | sì       | servizio viaggiatori fino al dopoguerra, poi rotabile di servizio |
| 1430 | 430     | assente    | sì       | servizio viaggiatori fino al dopoguerra, poi rotabile di servizio |
| 1444 | 444     | continuo   | sì       | servizio viaggiatori fino al dopoguerra, poi rotabile di servizio |
| 1450 | 450     | assente    | sì       | servizio viaggiatori fino al dopoguerra, poi rotabile di servizio |